# Сэл Килифа, Нельсон
Нельсон Сэл Килифа (англ. Nelson Sale Kilifa; 7 октября 1986, Хониара, Соломоновы Острова) — соломонский футболист, защитник клуба «Косса». Выступал за сборную Соломоновых Островов.

## Карьера

### Клубная
Нельсон выступал на родине за «Ист Харбор Страйкерс», «Колоале», «Макуру», «Уэстерн Юнайтед». Также играл за новозеландские «Янгхарт Манавату», «Ричмонд Атлетик» и «Окленд Сити», за «Амикаль», «Налкутан» и «Эй-би-эм Гэлакси» из Вануату.
Привычная позиция игрока — центральный защитник.

### Международная
В сборной Соломоновых Островов Нельсон дебютировал в товарищеском матче с Вануату в апреле 2004 года. С тех пор за сборную сыграл 36 матчей.
Нельсон был включен в заявку своей сборной на Кубок наций ОФК 2012. Отыграв все матчи, он не забил ни одного гола.